# Histoire de Tonnay-Charente

Blason de Tonnay-Charente

Cet article présente les faits historiques notables de la ville de Tonnay-Charente, ville du sud-ouest de la France, située dans le département de la Charente-Maritime, en Saintonge et à la frontière de l'Aunis.

## Introduction sommaire

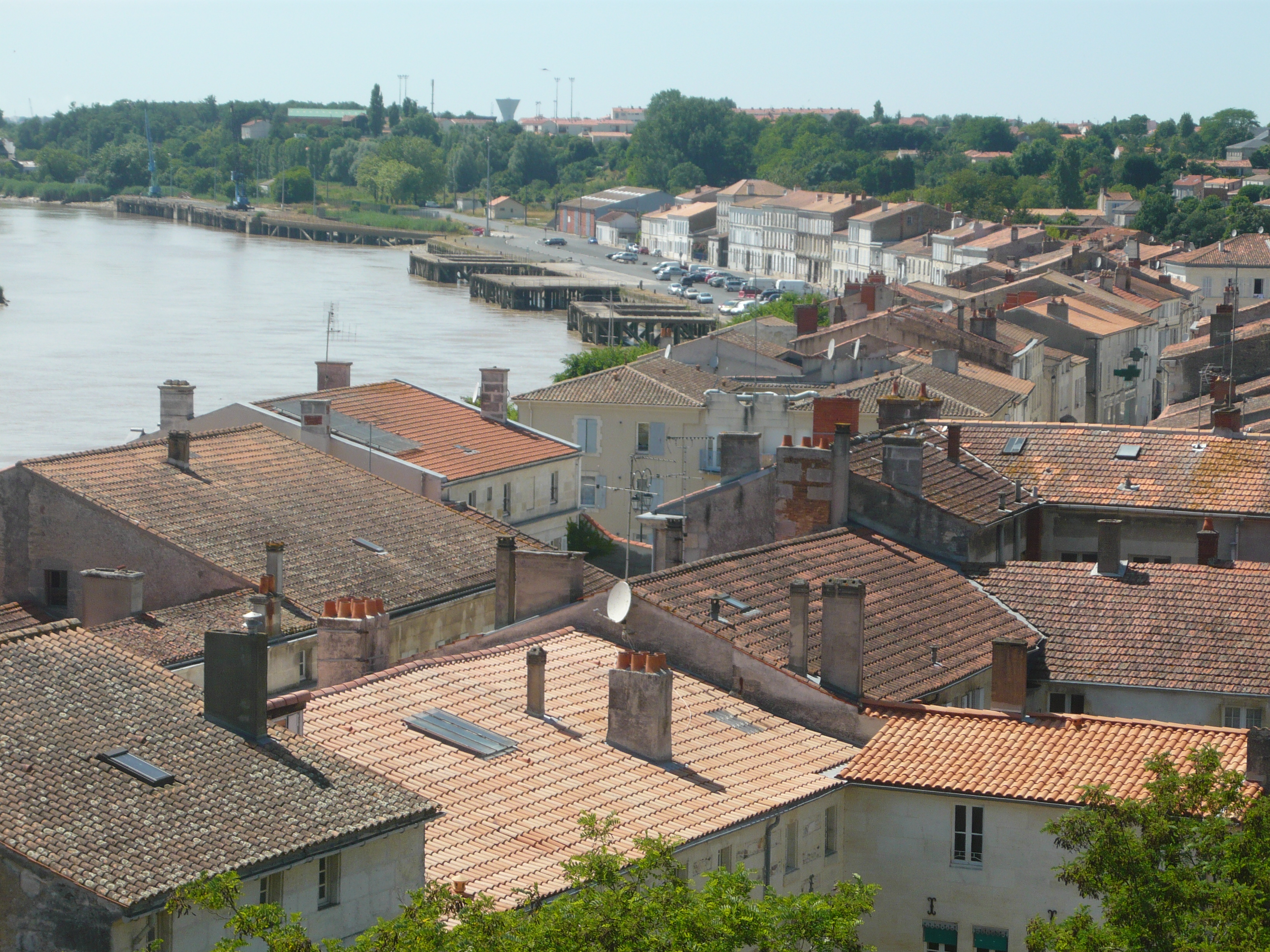
Vue générale sur la ville de Tonnay-Charente et son port aménagé en 1840

La ville de Tonnay-Charente, située entièrement sur la rive droite de la Charente, dispose d'un riche passé historique où son véritable essor urbain date du milieu du Moyen Âge. Pendant la longue période médiévale, Tonnay-Charente a jeté les bases de son développement à venir dont son port fluvial a fait la fortune de la ville.
Si la ville a manqué son rendez-vous avec l'Histoire lors de la création de Rochefort en 1666, ville nouvelle du XVIIe siècle, Tonnay-Charente a lié depuis son destin urbain avec sa grande voisine.
Cependant, Tonnay-Charente a su profiter de ses conditions naturelles et géographiques favorables pour devenir au XIXe siècle le grand port exportateur des eaux-de-vie de cognac vers la Grande-Bretagne.
Aujourd'hui, la ville est devenue davantage une cité résidentielle et commerciale mais elle essaie de s'ouvrir au tourisme en s'efforçant de faire connaître sa riche histoire et son patrimoine urbain aux visiteurs de plus en plus nombreux.

## De lointaines et incertaines origines
Si en différentes parties du vaste territoire de la commune des traces d’occupation humaine semblent être attestées dès la Protohistoire, le site de la ville-centre daterait de l’époque de l’occupation romaine.
À partir du premier siècle avant l’ère chrétienne, les Romains y auraient alors édifié sur les  hauteurs de l’escarpement rocheux qui surplombe la vallée un castrum, sorte de fortin en rondins de bois. C’est à eux que reviendrait le nom de cette cité, dénommée Tauniacum, en raison de sa position perchée sur une sorte d’oppidum facile à défendre mais difficile d’accès.
Grâce à cet emplacement géographique, il leur était possible de surveiller l’embouchure de la Charente qui était située à la "pointe de Tonnay-Charente" tandis que l’océan s’étendait au nord jusqu’aux villages actuels de Moragne, Muron, Ciré et  Thairé et était parsemé de nombreuses îles comme l’Île d’Albe, l’île de la Mazarine, l’île de la Rabotellerie, l’île Jaulin et bien d'autres qui sont aujourd’hui sur la terre ferme étant toutes situées dans le Marais de la Petite Flandre.
Cette position sur le fleuve où la mer pénétrait bien plus profondément qu'aujourd'hui dans les terres a alors fait de Tauniacum un site fluvio-maritime très accessible. Des échanges commerciaux semblent avoir été pratiqués sur le fleuve dès la période gallo-romaine grâce à la découverte de pièces de monnaie  d’origine gauloise et romaine sur le site du château et près du fleuve. Ce trafic fluvial aurait alors été établi entre Tauniacum et Mediolanum Santonum, l’antique capitale des Santons mais il devait être bien modeste.
L’ancienneté de Tauniacum serait liée à l’occupation du site par son castrum romain et peut-être déjà par son port, mais les traces archéologiques sont si minces que les historiens en sont réduits à émettre davantage des suppositions plutôt que des affirmations définitives.
Il faut alors attendre la longue période du Moyen Âge pour y retracer l’histoire de cette ville étroitement liée à son site, qui va supporter un château-fort, et à son fleuve, où se développera le port.

## Moyen Âge

### Haut Moyen Âge

#### Une possession de laSaintonge

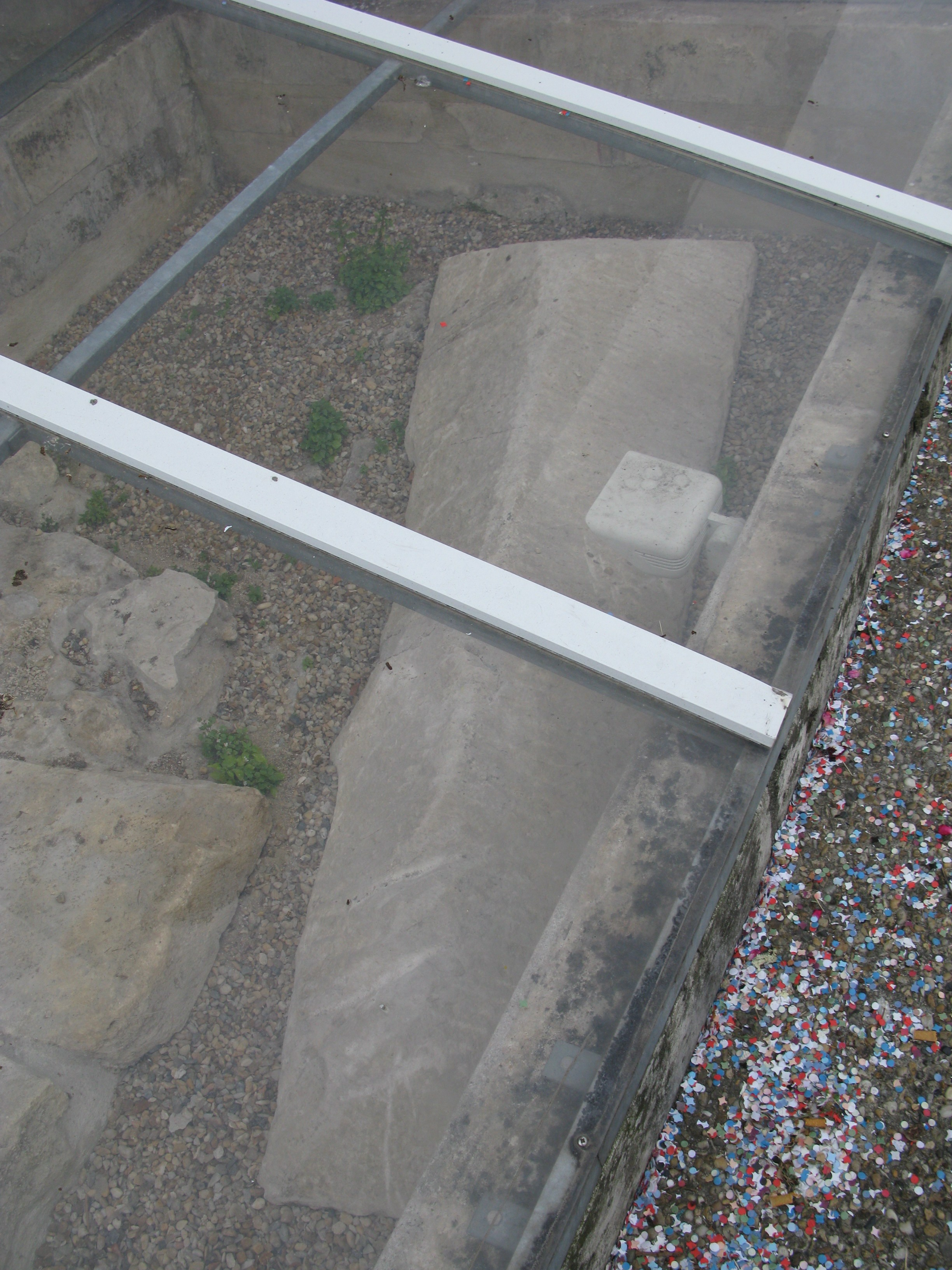
un des sarcophages visibles devant l'église

Le site de Tauniacum qui, depuis l'époque gallo-romaine relève de l'ancienne Santonie, est occupé pendant la période mérovingienne, puis carolingienne, où  des sarcophages datant du VIIe au IXe siècle ont été retrouvés aux abords de l’église actuelle.
Le château, édifié sur les restes du castrum romain, fut rasé en 765 afin "d'empêcher que les places fortes ne soient utilisées" par le duc Waïfre qui avait rallumé une sédition contre les officiers de Pépin le Bref en 761. Le château fut reconstruit à la demande de Pépin le Bref, après sa seconde campagne contre Waïfre qui est tué en 768 et sa reconquête de l'Aquitaine.
Lorsque Charlemagne reconquiert à son tour l'Aquitaine et la soumet à sa royauté, la Saintonge est pacifiée et connaît pendant un temps une certaine prospérité. Des légendes tenaces sont alors rattachées au nom de l'illustre empereur dont ses visites en terre de Saintonge auraient marqué la province. Ainsi, dans un toponyme au nord de Tonnay-Charente, le "chemin Charles" désigne l'ancienne route qui relie la ville à Muron et qui serait attribuée à Charlemagne.
Tauniacum est alors une paroisse entièrement située en terre de Saintonge où, à l’époque de Pépin Ier d'Aquitaine, cette province  fait partie du royaume carolingien (817-838). Elle devient la porte de la Saintonge quand se constitue le pays d'Aunis, Pagus Alnensis, dont le nom apparaît pour la première fois en 785 dans un manuscrit du Comte Roger. Tauniacum devient un site de frontière entre cette province naissante dont l'antique capitale est alors Châtelaillon et la Saintonge à laquelle la cité appartient depuis ses origines. Tauniacum tirera un certain avantage en temps de paix de sa position de carrefour entre ces deux provinces et de centre d’échanges entre le nord et le sud par l’intermédiaire du fleuve qui va jouer le rôle de grande artère commerciale pendant tout le Moyen Âge.
Cependant, cette situation géographique peut présenter des inconvénients redoutables quand la menace vient par des envahisseurs de la mer, en l'occurrence les Vikings.

#### Un site défensif toujours en alerte
En raison de son emplacement géographique, Tauniacum subit les attaques des Vikings. Pendant l’été 844, ces derniers font leur apparition sur le littoral charentais et semblent faire un repérage des lieux. En effet, l'année suivante, ils remontent le cours du fleuve Charente jusqu’à Saintes, puis Angoulême, et incendient ces deux villes et tous les villages alentour. Par la suite, ne trouvant aucune résistance, les Normands s’installent dans la vallée moyenne du fleuve pendant une vingtaine d’années. Ils n'ont pas choisi le site de Tauniacum dont la falaise trop abrupte est un obstacle pour leur implantation et probablement parce que la base ne leur présentait pas d'intérêt stratégique. Cependant, les Vikings restent très présents dans la région et vont sporadiquement faire des incursions dévastatrices durant le Xe siècle semant la terreur et pillant les campagnes saintongeaises.
De 863 à 865, les Vikings saccagent de nouveau la Saintonge et reviennent à Saintes qu'ils pillent en 865. Cette même année, un certain Sigfrid se fixe momentanément à l'embouchure de la Charente, peut-être le site de Tonnay-Charente, pour y mener ses raids dévastateurs. « C'est la plus dure période de l'oppression scandinave » que vit la région marquée autant par les dévastations que par les migrations des populations qui vont se réfugier plus à l'intérieur. Cependant, aucun élément matériel ne permet de confirmer ou d'infirmer ces dires. Il semble que l'impact des raids scandinaves ait été amplement exagéré par des clercs trop prompts à les considérer comme une punition divine, mais aussi motivés par la défiance vis-à-vis des païens.
Dès le milieu du Xe siècle, l’Aunis qui prend une certaine importance et est mentionnée dans des chartes de 961 et de 969 commence à dresser des forteresses sur son littoral comme à l'intérieur de ses terres, entre autres Surgères, Marans, Châtelaillon. Ces fortifications érigées contre l'envahisseur nordique sont un exemple pour les seigneurs saintongeais qui unissent également leur force pour combattre et chasser l'ennemi commun.
Cependant, en raison  des incursions répétées des Vikings dans la terre de Saintonge tout au long du Xe siècle et même au début du XIe siècle, les habitants de Tauniacum ont peut-être déserté le site. Pour les faire revenir, la place de Tauniacum a besoin d’être défendue. C’est alors que la maison féodale des Sires de Taulnay qui appartenaient à la seigneurie des Didonne, lesquels prenaient indifféremment le nom de Didonne ou de Tonnay, décida de  fortifier l’ancien site défensif où les Romains y avaient implanté leur castellum. Ils assurèrent dès lors la protection aux habitants apeurés et leur permirent en échange de commencer à défricher la région.
Le défrichement de cette seigneurie sera effectivement réalisé au siècle suivant lors du grand mouvement monastique qui a marqué les provinces d'Aunis et de Saintonge.

### Bas Moyen Âge
C’est dans la deuxième période du Moyen Âge que Tonnay-Charente va connaître un essor remarquable, grâce à son abbaye et à son port fluvial.

#### DuXIeauXIIIesiècle: une cité religieuse active
À l’aube du XIe siècle, la paroisse de Tonnay-Charente est envahie par la forêt comme partout ailleurs en Saintonge. Sous l’impulsion des moines, la terre de Tonnay est alors activement mise en valeur par un défrichement systématique de l’immense forêt qui occupe une grande partie du finage et par les débuts du drainage de quelques parties des vastes marais qui s’étendent au nord et  à l’ouest.
En 1047, durant le règne de Geoffroy Martel qui étend l’influence angevine sur la Saintonge,  il y eut confiscation ou partage de la seigneurie de Tonnay-Charente, appelée également Charente. Celle-ci fut détachée de la principauté de Didonne. Pendant ce temps, la paroisse va s’affirmer comme un centre religieux de premier ordre grâce à son abbaye, l’une des plus influentes de la Saintonge avec celles de Bassac et surtout de Saint-Jean-d'Angély.
En effet, au XIe siècle, Tonnay-Charente n’échappe pas au mouvement religieux qui embrase toute la région et la cité va se couvrir d’édifices religieux importants.
Tout d’abord, en 1090, Maxellin, le seigneur de Tonnay, fonde sur la rive gauche de la Charente l’église de Saint-Hippolyte-de-Biard dans la paroisse voisine dénommée « Ecclesia parochialis sancti Ypoliti Talniacensis »  ou «Ecclesia sancti Hyppoliti de Biardo» et dépose les reliques de Saint Hippolyte dans l'abbaye de Sainte-Marie, aujourd'hui disparue, qui devint dès lors un haut lieu de pèlerinage. 

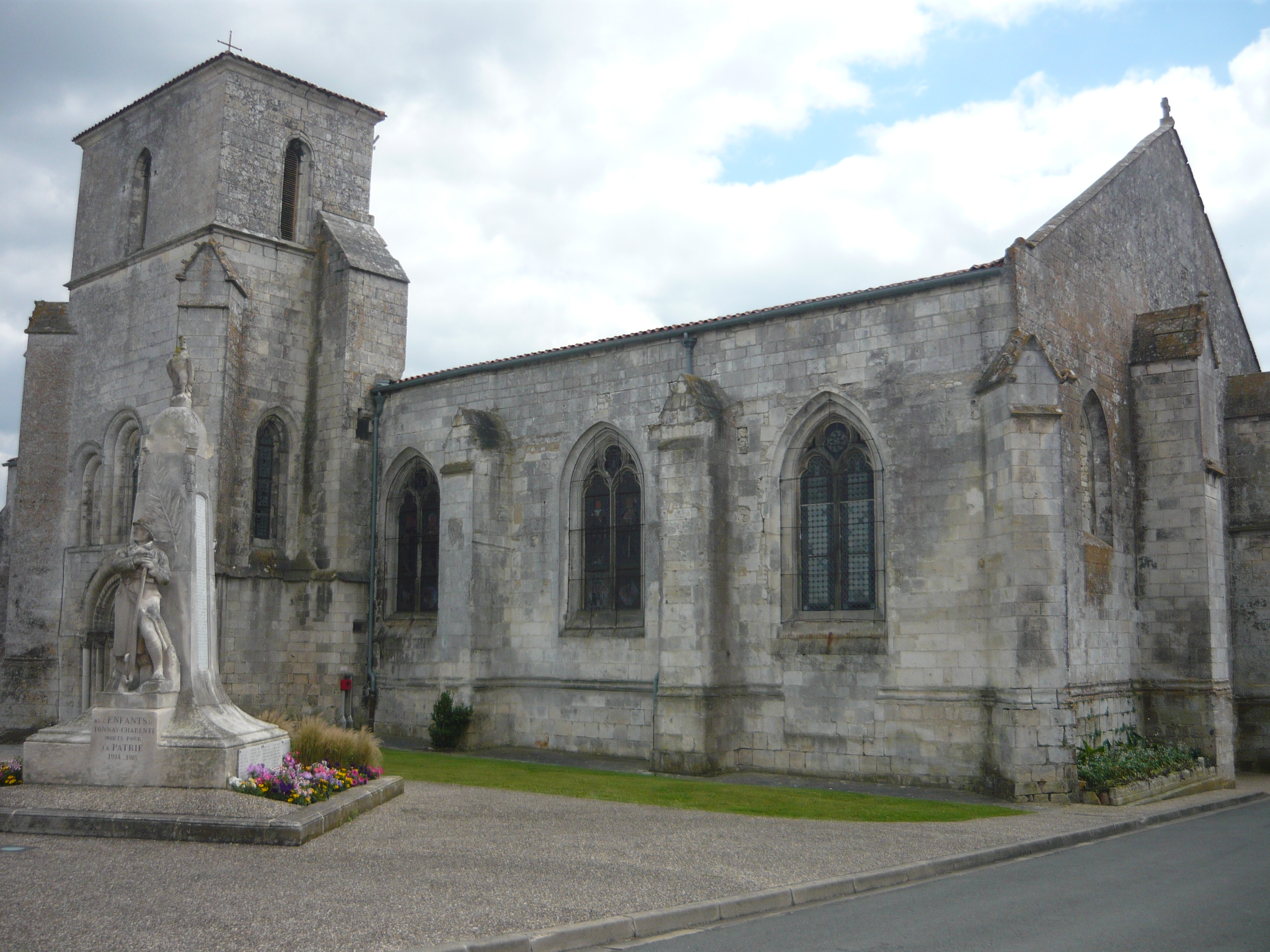
L'église Saint-Étienne de Tonnay-Charente, d'origine médiévale, est un des rares édifices religieux présents dans le paysage urbain actuel de la ville.

Toujours en 1090, l’abbaye de Sainte-Marie que Maxellin avait établie vis-à-vis du château de Tonnay est remise par son fils Geoffroi de Tonnay-Charente aux moines bénédictins de Saint-Jean-d'Angély. Cette dernière, dénommée l’abbaye de Saint-Jean Baptiste d’Angély, a été restaurée depuis 942 et a acquis une immense puissance à la fois spirituelle et temporelle. Cette puissante abbaye reçut également en don en 1107 le prieuré Saint-Eloy de Tonnay-Charente appartenant au seigneur de Taillebourg.
L'église paroissiale  est également édifiée dans l’enceinte du site du château. Elle n'avait qu'une seule nef en forme de croix avec chevet dans le sanctuaire actuel de la Vierge. De cette époque, marquée par l’art roman saintongeais, il ne subsiste plus que le portail avec ses deux voussures s'appuyant sur des chapiteaux ornés, ainsi que le clocher. Pendant le XIIIe siècle, période d’intense ferveur religieuse, l’église dédiée alors à saint Étienne est remaniée tandis que la commanderie des Hospitaliers de ordre de Saint-Jean de Jérusalem implante une « maison » rattachée plus tard à La Rochelle. Ils s’installent à quelque lieu de Tonnay-Charente, près d’un lieu de source nommé Fontsèche. Cette commanderie qui avait fait édifier une chapelle et un hôpital faisait office de relais sur l’un des chemins de Saint-Jacques de Compostelle. Au siècle suivant, elle y avait aménagé un lavoir près du lieu de la source. Dans le même temps, un autre ordre, celui du « Temple », s’est installé à Tonnay-Charente y implantant un hospice-auberge car la  ville était une étape sur l’un des itinéraires qui aboutissaient à la Via Turonensis. Enfin, une maladrerie ou léproserie est installée en dehors de la cité marchande, dans la campagne tonnacquoise, non loin de Fontsèche, où un toponyme La Maladrie demeure l’unique témoin de cette activité.

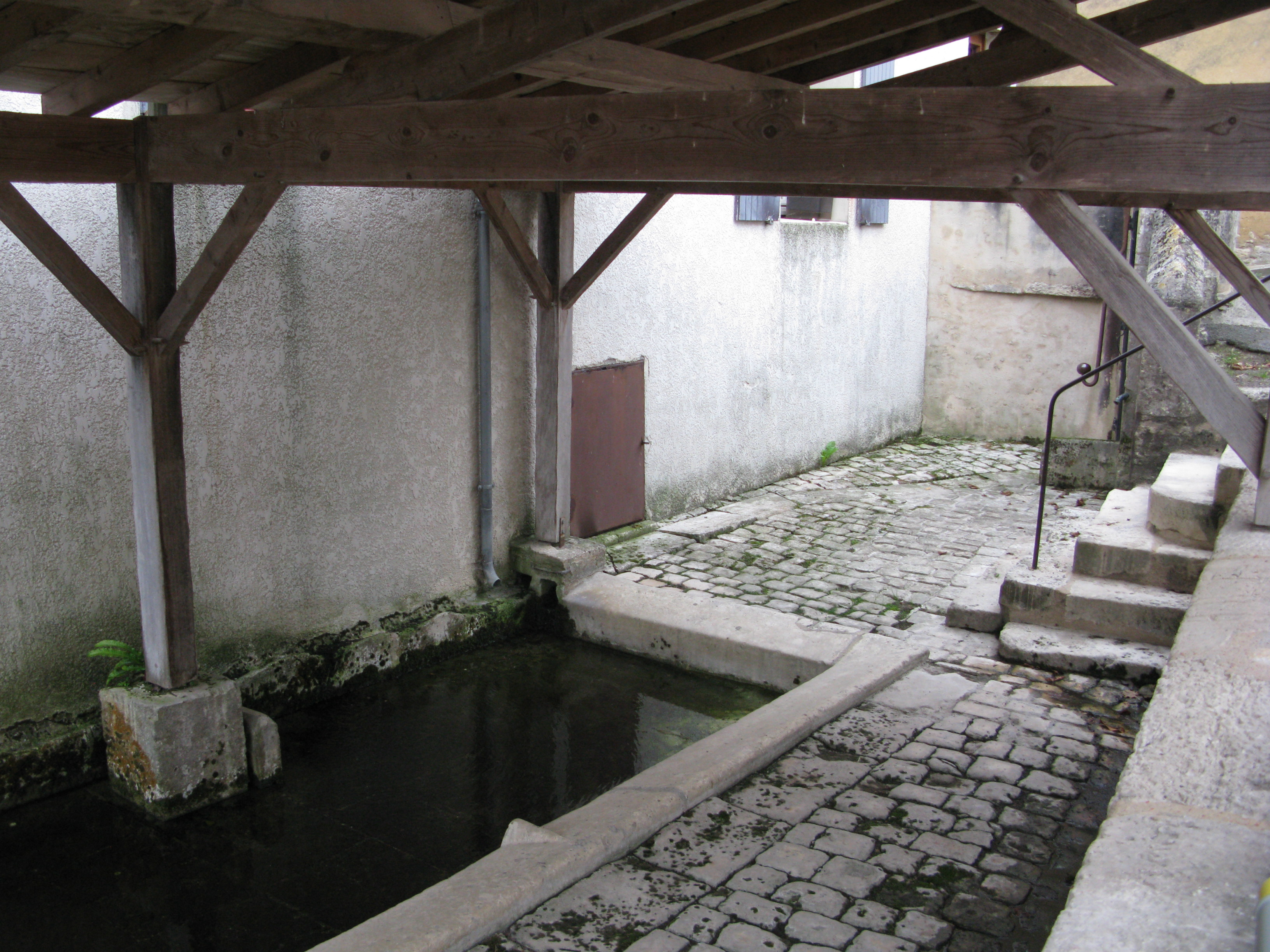
Le lavoir de Fontsèche, un rare héritage médiéval à Tonnay-Charente.

Au milieu du XIIIe siècle, la ville est devenue un centre religieux avec son abbaye, l’une des plus influentes avec celles de Bassac et surtout de Saint-Jean-d'Angély, son église paroissiale, son prieuré et les ordres monastiques. Elle devient alors un lieu de pèlerinage et un lieu de passage de plus en plus fréquenté, recevant de nombreux visiteurs et pèlerins, où un pont qui enjambe le fleuve reliant Tonnay-Charente à Saint-Hippolyte est attesté en 1242. Ce pont, très probablement construit en bois, ne suffit pas pour assurer le trafic des personnes et des marchandises et des passeurs assurent alors le franchissement du fleuve face à la ville, sur l'autre rive au lieu-dit Le Passage ou, plus au sud, à Saint-Clément-de-Cabariot sur des bacs. Mais placé en un point stratégique, ce pont sera démoli et reconstruit en de nombreuses circonstances surtout quand surviendront les évènements dramatiques de la guerre de Cent Ans.

#### Une cité frontalière partagée entre possessions anglaises et françaises
Si pendant le règne de Philippe-Auguste, Tonnay-Charente devient la châtellenie la plus puissante de Saintonge, sa situation sur la Charente la place en une position inconfortable où le fleuve va servir pendant la période médiévale de frontière entre les possessions des rois de France et d’Angleterre.
Conscient de cette position stratégique à l'entrée de l'estuaire de la Charente, le seigneur de Taulnay, Geoffroy II le Vieux, fit empierrer le château à partir de 1090 et y établit un puissant donjon. Les travaux de consolidation de la forteresse médiévale continuèrent jusqu'au début du siècle suivant. Depuis le fleuve, ce château-fort édifié sur le coteau avait fière allure avec son puissant donjon, ses fortifications cernées de tours derrière lesquelles se trouvaient les habitations, l'abbaye et l'église. Il gardera cette forte impression jusqu'en 1560.
Depuis le début du XIIe siècle, la Saintonge est aux mains des Comtes de Poitiers. Or, la dernière descendante de la dynastie poitevine, Aliénor d’Aquitaine va marquer profondément l’histoire de la région. En 1154, la seigneurie de Tonnay-Charente passe sous suzeraineté anglaise par le mariage d’Aliénor d’Aquitaine avec Henri Plantagenêt. Le site du château est alors rapidement occupé par les Anglais.
La noblesse locale se soumet très mal à la nouvelle administration imposée par le roi d’Angleterre et ses deux fils qui sont également ses successeurs, Richard Cœur de Lion et Jean sans Terre. C’est en 1204, année de la mort d’Aliénor, que Philippe Auguste chasse les Anglais de la Saintonge et Tonnay-Charente se retrouve après un demi-siècle d’occupation anglaise réunie à la Couronne française. Leur seigneurie devient une châtellenie qui se trouve être la plus importante de toute la Saintonge durant le règne de Philippe Auguste où «leurs seigneurs tenaient le premier rang au-dessus de tous les châtelains des environs».
Après la bataille de Taillebourg, en juillet 1242, la Saintonge de nouveau réunie à la royauté française jouit d’une grande paix et d’une administration sage  sous Alphonse de Poitiers et, ce, jusqu’en 1271.
À la mort de ce dernier, le roi de France, Philippe III, est contraint par une disposition du traité de Paris à restituer au roi d’Angleterre la partie méridionale de la Saintonge dont la Charente sert de frontière politique. Tonnay-Charente, étant située sur la rive droite du fleuve, se trouve en zone frontalière et cette situation très particulière perdurera jusqu’au début du XIVe siècle, avant que n’éclate la funeste et très longue guerre de Cent Ans.
C’est à partir du XIIe siècle  que Tonnay-Charente deviendra le principal port de la Saintonge et l’un des plus actifs de toute la côte charentaise, supportant la concurrence de La Rochelle, le grand port de l’Aunis.

#### Le premier port de Saintonge
Le port de Tonnay est situé au pied de la forteresse médiévale. Le site défensif bénéficie durant cette période de quelques aménagements importants, étant entouré par des douves et muré par de puissantes fortifications qui forment le front nord d'une enceinte de ville établie antérieurement au XIIIe siècle. Le château fort est alors édifié en pierres et possède des meurtrières et un donjon remplaçant l’ancien château construit avec des rondins de bois. Ces fortifications  ont probablement été commandées par le roi d'Angleterre Jean Sans Terre pour assurer la protection du site, base indispensable vers les terres d'Aquitaine.
C’est d’ailleurs ce roi qui assurera au port son véritable essor fluvial en  lui accordant en 1199 «le privilège du commerce saintongeais et en organisant les marchands de la ville en une « maison », sorte de corporation très ouverte, faisant l’intermédiaire avec les autres maisons, anglaise, flamande et hanséate».
Grâce à ses étroites relations avec l’Angleterre, le commerce fluvial devint particulièrement florissant avec le sel et le vin, et il prendra réellement son essor à partir de la seconde moitié du XIIe siècle lorsque la maison féodale des sires de Taulnay passe sous suzeraineté anglaise, par le remariage d'Aliénor d'Aquitaine avec Henri Plantagenêt. Le port, actif, devient dès lors le premier de Saintonge.
Aux XIIe et XIIIe siècles, le port prend son essor grâce à la demande soutenue des marchés anglais et flamands en sel et vin. A l’exportation, le trafic portuaire consistait en l’expédition du sel vers l'Europe du Nord, des vins de Saint-Jean-d'Angély très prisés des Anglais,  des pierres de Saint-Savinien et de Crazannes et de pastels pour les teintures de Flandre, ainsi que de cuirs de Saintes, de céramiques de Saintonge et du papier d'Angoulême. Les importations des marchandises  consistaient en la réception des draps, toiles et dentelles de Flandre, des soies, des fourrures et des épices orientales des pays de la Ligue Hanséatique, des outils et des bijoux de l’Angleterre, des morues et autres poissons salés de Hollande.
Ce remarquable trafic maritime et fluvial sera fortement ralenti pendant les sombres années de la guerre de Cent Ans qui éclate en 1337.

#### Pendant la guerre de Cent Ans (1337-1453)
La guerre de Cent Ans n’épargne pas la ville et son port dont le trafic tourne au ralenti. Plusieurs épisodes ont marqué Tonnay-Charente pendant cette longue période de déclin marquée par des guerres, des épidémies et de grandes dévastations.
Dès 1338, c'est-à-dire une année seulement après le déclenchement des hostilités entre les Royaumes de France et d'Angleterre, les Anglais occupent Tonnay-Charente et font installer une garnison de deux cents soldats dans la forteresse.
Après la défaite française de Crécy en août 1346, le comte de Derby, lieutenant du roi d’Angleterre Edouard III, pille les provinces d'Aunis et de Saintonge par ses chevauchées dévastatrices. Il s'installe à Tonnay-Charente, alors aux mains des Anglais, en septembre 1348 et y implante une garnison de quatre cents hommes qui sèment la terreur dans la région pendant cinq ans. C'est cette année-là que la châtellenie de Tonnay-Charente est déclarée "fief de la Couronne d'Angleterre".
Le siège est mis  devant la ville pour la libérer du joug anglais et  a lieu en 1348-1349. Les Anglais défendent si bien la place forte  qu’ils font couler les  nefs espagnoles dans la Charente afin de bloquer l'accès au port, et malgré l’aide des Espagnols pour détruire la muraille, la ville n’est pas libérée du joug des Anglais qui la garderont jusqu’en 1351. Cette année-là, le roi Jean le Bon libère Tonnay-Charente après avoir délivré Saint-Jean-d'Angély.

La France en 1365, après les traités de Brétigny et de Guérande.
Territoires contrôlés par Édouard III avant le traité de Brétigny
Territoires cédés par la France à l’Angleterre par le traité de Brétigny
Territoire du duché de Bretagne, allié aux Anglais

En 1361, à l’issue du traité de Brétigny, Tonnay-Charente, comme l’ensemble de la Saintonge, sont remises aux mains des Anglais. Le roi d’Angleterre, Edouard III, constitue en faveur de son fils ainé, le Prince Noir, la principauté d’Aquitaine en 1362 dans laquelle il insère la Saintonge et l’Aunis.
En 1365, le Prince Noir, fils ainé du roi d’Angleterre Edouard III, nommé duc d’Aquitaine, fait entrer de nouveau la châtellenie de Tonnay-Charente dans la Couronne d’Angleterre mais, trois ans plus tard, un Rochechouart décidait de secouer le joug anglais et de se joindre au roi Charles V de France.
La ville ne reviendra à la Couronne royale qu’en septembre 1372 après que Charles V de France aura reconquis l’Aunis et la Saintonge avec l’aide du connétable Bertrand Du Guesclin.
En 1374, l’Aunis est officiellement reconnue comme une province à part entière par le roi Charles V de France qui la sépare définitivement de la Saintonge. Tonnay-Charente est alors plus que jamais une cité  frontalière entre ces deux provinces et va connaître de nouveau les inconvénients de se trouver sur les «frontières des guerres» pendant le reste de la guerre de Cent Ans.
Ainsi la ville va-t-elle connaître bien des vicissitudes. Les Anglais qui n’ont pas déserté la région se livrent souvent à des pillages du littoral charentais. En 1383, ils remontent l’estuaire de la Charente et parviennent à s’emparer du château de Tonnay-Charente où ils "allument un incendie". Deux ans plus tard, la forteresse est reprise aux Anglo-Gascons par le duc de Bourbon et celui-ci les expulse définitivement de Tonnay-Charente et de sa région.
C'est depuis cette libération que la châtellenie de Tonnay-Charente est érigée en Principauté en 1400 par faveur royale pendant le règne de Charles VI de France avec "un revenu de 12 000 livres par an".
Dans les dernières années du XIVe siècle, la région connaît un net redressement économique et, dans la première décennie du XVe siècle, la province de Saintonge connait une réelle accalmie. Celle-ci durera jusqu’à la bataille d’Azincourt de 1415.
Il est vrai qu'à partir de la fin du XIVe siècle, la ville n’est plus affectée directement par la guerre ; le théâtre des opérations belliqueuses entre Anglais et Français ayant lieu désormais au sud du fleuve. La région autour de Tonnay-Charente est relativement calme et elle reste dans l’obédience du roi Charles VII de France comme l’Aunis et la Saintonge non occupée par l’Anglais et, ce, jusqu’à la bataille de Castillon de 1453 qui met définitivement fin à la guerre de Cent Ans.

#### La troisième ville de Saintonge

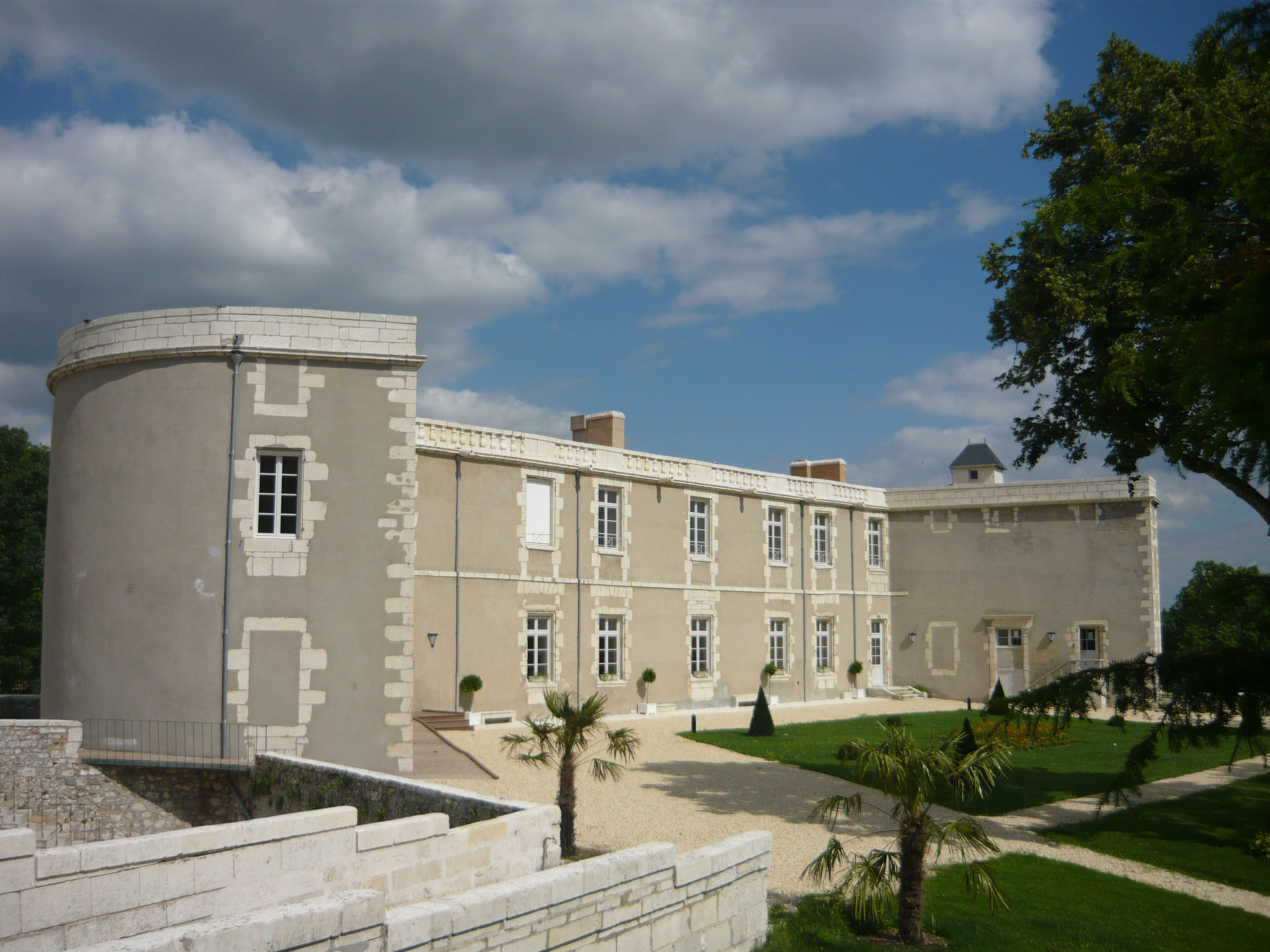
La tour ronde du château des Capucins, dite tour des oubliettes, date de 1450-1455.

À la fin de la guerre de Cent Ans, le redressement des provinces d’Aunis et de Saintonge sera lent en raison des destructions massives, des pillages et des saccages, de la dépopulation générale de la région marquée également par les épidémies de peste et l’abandon des campagnes comme des villes. Tonnay-Charente n’a pas échappé aux affres de cette très longue guerre. La ville doit être reconstruite, le port rétabli. Le château a subi bien des dommages et il sera reconstruit par les Rochechouart. A l'angle sud-est, subsiste la tour ronde des "oubliettes" et qui comporte au rez-de-chaussée une salle d'artillerie à trois archères dont la construction remonte à 1450-1455. La vigne qui faisait la richesse de la cité marchande est abandonnée ainsi que les marais alentour. Le rétablissement de la cité à partir de la seconde moitié du XVe siècle demandera beaucoup d’efforts tant les besoins de reconstruction sont considérables, comme partout ailleurs dans les provinces d’Aunis et de Saintonge où « la reconstruction agricole fut une œuvre de longue haleine » .
Lors de cette période de restauration, la famille seigneuriale des Rochechouart va activement prendre part à la reprise économique de la région en pourvoyant trois évêques qui ont successivement administré le diocèse de Saintes en 1441, 1461 et 1480. En 1494, la maison de Rochechouart s’allie aux Mortemart dont sera issue Françoise Athénais de Rochechouart de Mortemart, future marquise de Montespan, favorite de Louis XIV.
À la fin du Moyen Âge, Tonnay-Charente a renoué avec la prospérité et est devenue la troisième ville de Saintonge après Saintes et Saint-Jean-d'Angély. Elle compte alors 4 000 habitants et son port fluvial va de nouveau connaître un bel essor maritime dans les siècles suivants.

## Temps modernes

### Pendant leXVIesiècle
Pendant le tumultueux XVIe siècle, Tonnay-Charente va connaître deux périodes nettement distinctes, la première qui se situe dans les années de la Renaissance est caractérisée par une prospérité due à l'essor du trafic portuaire et la seconde période correspond aux sombres années des guerres de Religion où la ville adhérera au parti protestant.

#### Une ville prospère pendant la Renaissance
En 1511, la seigneurie de Tonnay-Charente est toujours aux mains de la famille de Rochechouart et son seigneur, François de Rochechouart, baron de Mortémart, se trouve à la tête des armées royales au siège de Perpignan. Il sera de nouveau enrôlé au service des rois François Ier et de Henri II «ayant rendu d’immenses services».
Pendant la première moitié du XVIe siècle, la ville retrouve la prospérité grâce cette fois à son port dont le trafic est redevenu très actif et les activités diversifiées. Port marchand par excellence, Tonnay-Charente est également un port morutier qui arme pour Terre-Neuve avec une dizaine d’unités.
Cependant, le port fluvial entretenant depuis longtemps une solide tradition de commerce international s’ouvre également aux nouvelles idées de la Réforme protestante qui secouent l’Allemagne, l’Angleterre, la Hollande et les pays de l'Europe du Nord, nations avec lesquelles le port entretient des liens fort étroits. La ville sera partie prenante du mouvement de la Réforme qui a touché si profondément les provinces d’Aunis, de Saintonge et d’Angoumois.

#### Une place secondaire pendant les Guerres de Religion
Plusieurs épisodes dramatiques ont marqué la ville pendant les guerres de Religion qui ont ensanglanté les deux anciennes provinces d’Aunis et de Saintonge. Pendant cette période tourmentée de l'Histoire, Tonnay-Charente joue un rôle de second plan derrière les grandes places protestantes que sont La Rochelle, Saint-Jean-d'Angély et Pons.
Lorsque la « première guerre de religion » éclate, à la suite du massacre de Wassy en 1562, la réaction protestante en Saintonge et en Aunis est très vive au point que de nombreuses églises catholiques sont mises à sac et l’abbaye bénédictine de Saint-Jean-d'Angély est entièrement livrée au pillage. Dans cette réaction iconoclaste très violente, les messes catholiques ne sont plus autorisées dans les paroisses gagnées par la Réforme. Ainsi, en 1564, l’église catholique est interdite à Tonnay-Charente et ce mouvement s’étend à d’autres paroisses voisines comme celles de Trizay et de Soubise où «il ne se fait aucun service divin de 1562 à 1573 au moins».
Lorsque la « troisième guerre de religion » surgit, les Protestants sont victorieux et remportent de nombreuses batailles, sauf celle de Jarnac qu’ils  perdent le 13 mars 1569 et où meurt le prince de Condé.  Deux jours plus tard, le 15 mars, il se tient à Tonnay-Charente une assemblée des chefs protestants, présidée par Gaspard de Coligny et Jeanne-d’Albret, reine de Navarre et mère du futur roi Henri IV. Cette rencontre est importante pour consolider le parti Réformé qui fait reconnaître sous l'égide de Jeanne d'Albret deux chefs protestants qui seront Henri de Navarre et Henri de Condé.
Mais en octobre 1569, Saint-Jean-d'Angély tombe aux mains de l’armée royale de Charles IX qui la transformera en place d’approvisionnement de l’armée royale avant d’engager le siège de La Rochelle de 1572/1573.
Cependant, Tonnay-Charente reste aux mains des Protestants jusqu’à la "cinquième guerre de religion" qui a lieu pendant l'été 1574, après la mort du roi Charles IX. La ville subira un violent assaut des troupes catholiques qui la reprendront aux Réformés et la soumettront. Lors de ce siège, de l'été 1574, la ville subit de lourdes destructions. La tour du donjon est démantelée, après que la cité fut devenue un poste avancé de l’armée royale aux ordres du duc de Montpensier qui voulait affamer les protestants de La Rochelle. Mais après la reprise de Saint-Jean-d'Angély par La Popelinière aux troupes royalistes, Tonnay-Charente est de nouveau reprise par les Protestants qui garderont la place et occuperont la garnison pendant deux années jusqu'au printemps 1576.
Après l'édit de pacification de Beaulieu-les-Loches signé le 6 mai 1576, les Protestants obtiennent de gros avantages et récupèrent des places perdues. Ils vont consolider leur présence en terres d'Aunis et de Saintonge mais la trêve sera de courte durée.
Ceci entraîne une contre-réaction catholique très violente avec la formation de la Ligue catholique, chapeautée par Henri de Guise, dit le Balafré. Les troupes de la Ligue, sous les ordres du duc de Mayenne, envahissent la Saintonge par la Gironde à Talmont pour reconquérir les territoires sous contrôle protestant. En juin 1577, les ligueurs de Mayenne remontent la Charente, s'emparent de Saint-Savinien, de Tonnay-Charente et du château de Rochefort et en occupent les garnisons, barrant de fait "aux Rochelais l'accès à la Saintonge".

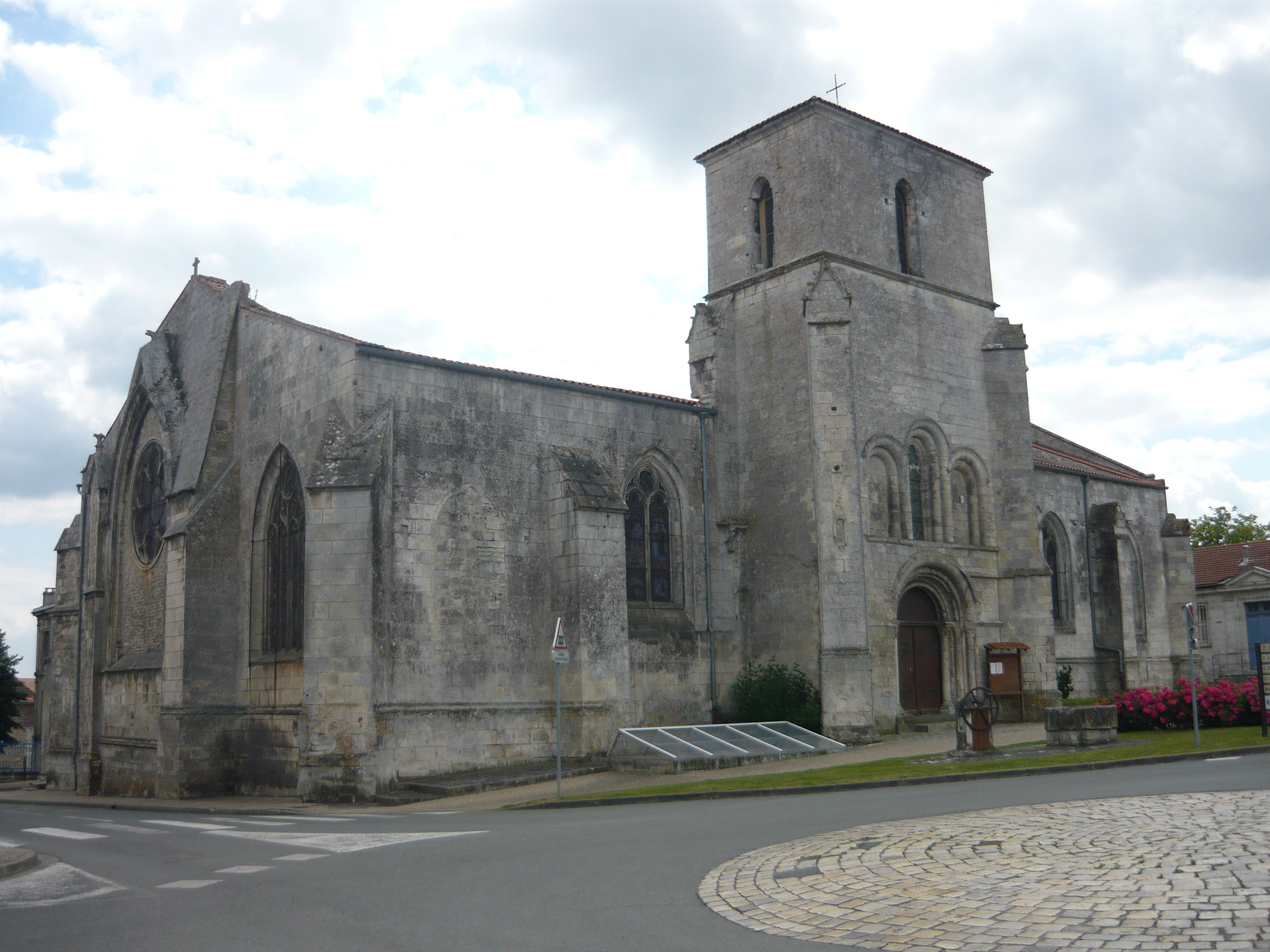
L'église paroissiale Saint-Etienne fut restaurée de 1588 à 1594 après avoir été détruite en 1580 lors des guerres de Religion.

Lors de la "sixième guerre de religion" enclenchée en 1580, Tonnay-Charente va être assiégée par les Protestants qui essaieront de s’emparer du château qui présente des intérêts stratégiques évidents. C’est lors de ce siège que l’église paroissiale ainsi que l’abbaye sont dévastées en 1580 par les Calvinistes.
Pendant l'été 1587, les troupes catholiques du duc de Joyeuse, après avoir traversé Surgères, mettent le siège à Tonnay-Charente. La ville est prise, reprise alternativement par les Catholiques et les Réformés, mais ces derniers finissent par garder la ville.
La mort du Prince de Condé le 5 mars 1588 à Saint-Jean-d'Angély jette un grand effroi dans le camp protestant et paralyse un temps ses forces. La Ligue catholique, devenue très puissante, reconquiert alors la Saintonge à partir du printemps 1588.
Tonnay-Charente, tombée aux mains des Catholiques lors de la "huitième et dernière guerre de religion", sera occupée manu militari par les troupes de la Ligue. Lors de cette reconquête, les Catholiques s'emploieront à reconstruire l’église Saint-Étienne conformément à l'architecture gothique d'Aunis et de Saintonge entre 1588 et 1594. Dans le même temps, les bénédictins du  prieuré Saint-Eloy dont les bâtiments avaient été détruits en 1580  s'étaient réfugiés au Château de la Perrière.
L’édit de Nantes qui est signé en 1598 met fin aux guerres de Religion. Les provinces d'Aunis et de Saintonge sont pacifiées et obtiennent grâce au bon souvenir du roi Henri IV de substantiels avantages. Tonnay-Charente redeviendra un fief protestant où le culte réformé y sera librement célébré. La ville sera incluse dans le "colloque de Saint-Jean-d’Angély" qui regroupe alors seize églises réformées.

### Pendant leXVIIesiècle
Ce siècle, qui est également appelé le « Grand Siècle », est caractérisé par plusieurs évènements qui ont marqué la ville de Tonnay-Charente dont la création du Marais de la Petite Flandre et, surtout, celle de l’arsenal maritime de Rochefort qui constitue en fait un véritable rendez-vous manqué avec l’Histoire pour Tonnay-Charente.

#### La reconquête catholique
Comme partout ailleurs dans les provinces Calvinistes d’Aunis et de Saintonge, la reconquête catholique se met activement en place notamment après la mort du roi Henri IV le 14 mai 1610. Tonnay-Charente, qui est un fief protestant, va être impliquée dans ce mouvement. 

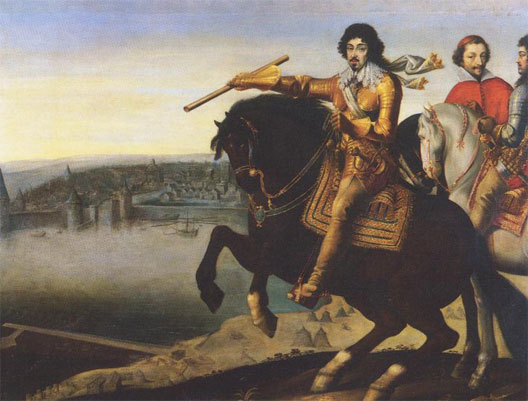
Louis XIII, ici en présence du cardinal de Richelieu, lors du Siège de La Rochelle. Le roi a visité Tonnay-Charente en avril 1628.

Pendant le siège de La Rochelle, le roi Louis XIII fait une courte visite, en avril 1628, dans la ville de Tonnay-Charente après avoir été reçu par Richelieu, alors gouverneur de Brouage. Cette visite royale consolide également la présence catholique à Tonnay-Charente.
L’implantation catholique avait déjà commencé depuis la restauration de l’église paroissiale Saint-Etienne à la fin du siècle précédent. De plus, les moines bénédictins qui avaient pu trouver un refuge au Château de la Perrière après la destruction de leur abbaye en 1580, y avaient reconstitué les activités de l’ancien prieuré Saint-Eloy. Ils demeurèrent dans le domaine de la Perrière jusqu’en 1666, date à laquelle celui-ci sera transformé en hôpital de la Marine par Colbert au moment de la construction de la ville nouvelle de Rochefort. Puis à partir de 1689, le château appartient aux Lazaristes de saint Vincent de Paul jusqu'à la Révolution où ces derniers mettront en place un collège ecclésiastique.
Entre-temps, en octobre 1656, Diane de Grandseigne, mère de la future Madame de Montespan, et Marie-Madeleine de Rochechouart, alors abbesse de Fontevrault, font installer le couvent des Capucins dans le domaine du château de Tonnay-Charente. À partir de ce moment-là, il deviendra le château des Capucins et la communauté monastique y demeurera présente jusqu’aux évènements de la Révolution française.
À ces communautés religieuses qui assoient la reconquête catholique dans la paroisse de Tonnay-Charente, une tout autre institution vient s’ajouter à la fin de ce siècle. Les « Filles de la Charité » ou « Sœurs grises », fondées par saint Vincent de Paul et chargées du soin des malades et de l’éducation des enfants, s’installent dans la ville en 1698.
La reconquête catholique se fait dans un climat de reconquête agricole où la paroisse de Tonnay-Charente doit être remise en état tant les besoins de reconstruction sont importants.

#### La création du Marais de la Petite Flandre
À la suite des sombres années des guerres de Religion qui avaient ruiné les provinces de Saintonge et d’Aunis, celles-ci doivent maintenant faire face à des années très difficiles de reconstruction.
Pendant les trente premières années du XVIIe siècle, la paroisse de Tonnay-Charente mettra en valeur les terres situées au nord et à l’ouest et qui correspondent en fait à un vaste marécage qui doit être drainé. La dame de Tonnay-Charente, Jeanne de Saulx-Tavannes, entreprend donc les grands travaux d’assèchement des marais en passant en 1607 un accord avec des Hollandais, les frères Comans. Ces derniers qui poursuivront l’œuvre inachevée de Humphrey Bradley vont constituer la «Société des Marais de la Petite Flandre» et associeront plus tard l'ingénieur géographie du roi Pierre Siette à leurs travaux. Les Marais de la Petite Flandre vont représenter la première pièce du vaste aménagement des marais de Rochefort dont les travaux se poursuivront jusque vers la fin du siècle suivant.
Malgré la poldérisation de ces marécages qui constitue une opération très novatrice pour la  région et qui est couronnée d’un véritable succès, au point qu’une nouvelle paroisse est créée sous l’égide du roi Louis XIII, Saint-Louis-la-Petite-Flandre avec l’apport d’une vingtaine de familles nouvelles, des troubles agraires sourdent dans la région et Tonnay-Charente n’y échappe pas.

#### Les troubles agraires pendant la Fronde
Ces soulèvements du monde paysan  éclatent dans les provinces à cause des effets néfastes de la Guerre de Trente Ans. Bien que celle-ci soit  éloignée des terres charentaises, cette guerre "nécessite un effort financier considérable, avec une fiscalité alourdie et centralisée où les impôts doublent de 1623 à 1640" . Les conséquences sont telles qu’elles provoquent de graves révoltes paysannes, que renforcent également la misère des campagnes, la rareté du blé et une inflation galopante. En raison du poids écrasant de la fiscalité, les nobles encouragent ces soulèvements agraires surtout quand Mazarin veut appliquer ses mesures financières de manière draconienne. C’est alors qu’éclate la «Fronde des princes» en 1650. 

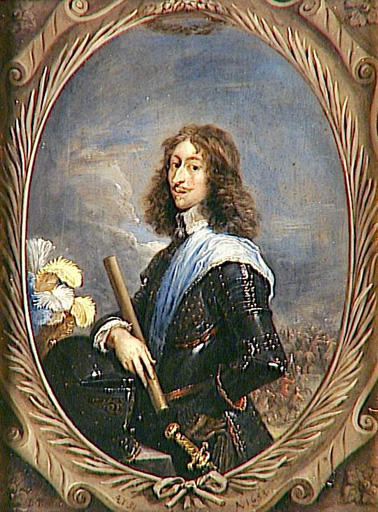
Louis II de Bourbon, prince de Condé (1621-1686), par David Teniers le jeune, sans date, Bruxelles. Le Grand Condé a d'abord été battu à Tonnay-Charente avant d'être vaincu par le Comte d'Harcourt à Cognac le 15 novembre 1651.

En 1651, le mouvement d'insurrection touche un grand nombre de provinces dont les pays charentais et le prince de Condé, dit le Grand Condé, saisit cette chance en se rendant maître de la Guyenne, du Limousin et de la Saintonge dès l'automne 1651 avec le soutien de l'Espagne. Il établit son camp à Tonnay-Charente, y fait démolir la tour de la Poterne du château et renverser les murs d'enceinte nord et est de la forteresse. Il s'était précédemment emparé de la ville de Pons avec l'aide des Espagnols,  ainsi que de Saintes et de Taillebourg . Mais les troupes royales, conduites par le comte d'Harcourt, traversent Surgères avant de se rendre à Tonnay-Charente afin de le neutraliser. Le Grand Condé est battu à Tonnay-Charente, il franchit alors la Charente avant d'être finalement vaincu à Cognac le 15 novembre 1651 par le comte d'Harcourt.
Quand cette région est pacifiée après ces années troublées et la chute de la Fronde qui a lieu en 1653, la Saintonge demeure malgré tout marquée par une extrême pauvreté qui reculera peu à peu quand Louis XIV fondera l’arsenal maritime à Rochefort, aux portes de Tonnay-Charente.

#### Le rendez-vous manqué avec l’Histoire
La création de Rochefort en 1666 qui aurait pu se faire originellement à Tonnay-Charente est un rendez-vous manqué avec l’Histoire pour cette dernière : «Au XVIIe siècle, Tonnay-Charente aura manqué de très peu une splendide opportunité».
Il est vrai que toutes les conditions étaient réunies pour que  le Grand Arsenal soit établi à Tonnay-Charente. D’ailleurs, Colbert commença dès l’année 1664 à y construire des appontements nouveaux, des forges et des chantiers navals. Ce nouvel arsenal était situé à l’aval de l’actuel port de commerce de Tonnay-Charente et un toponyme, la Prée des Forges, conserve précieusement le souvenir de l’emplacement de ce premier port militaire. Dès l’été 1664, les premiers vaisseaux du roi y sont acclamés et en 1667, 36 navires de guerre sont à quai dans le nouveau port militaire de Tonnay-Charente. Cependant, face aux exigences exorbitantes du duc de Mortemart, notable de Tonnay-Charente, qui entrainèrent une rupture totale avec Colbert, le port et l’arsenal furent définitivement transférés à Rochefort.
Dans le même temps, le château de la Perrière qui avait été occupé par des moines bénédictins devint hôpital royal de la Marine en 1666 par une décision de Colbert. Malgré la brouille avec le duc de Mortémart, cette activité perdurera jusqu’en 1689, date à laquelle l’hôpital de la Marine est transféré à Rochefort.

#### Tonnay-Charente devient le château d'eau de Rochefort

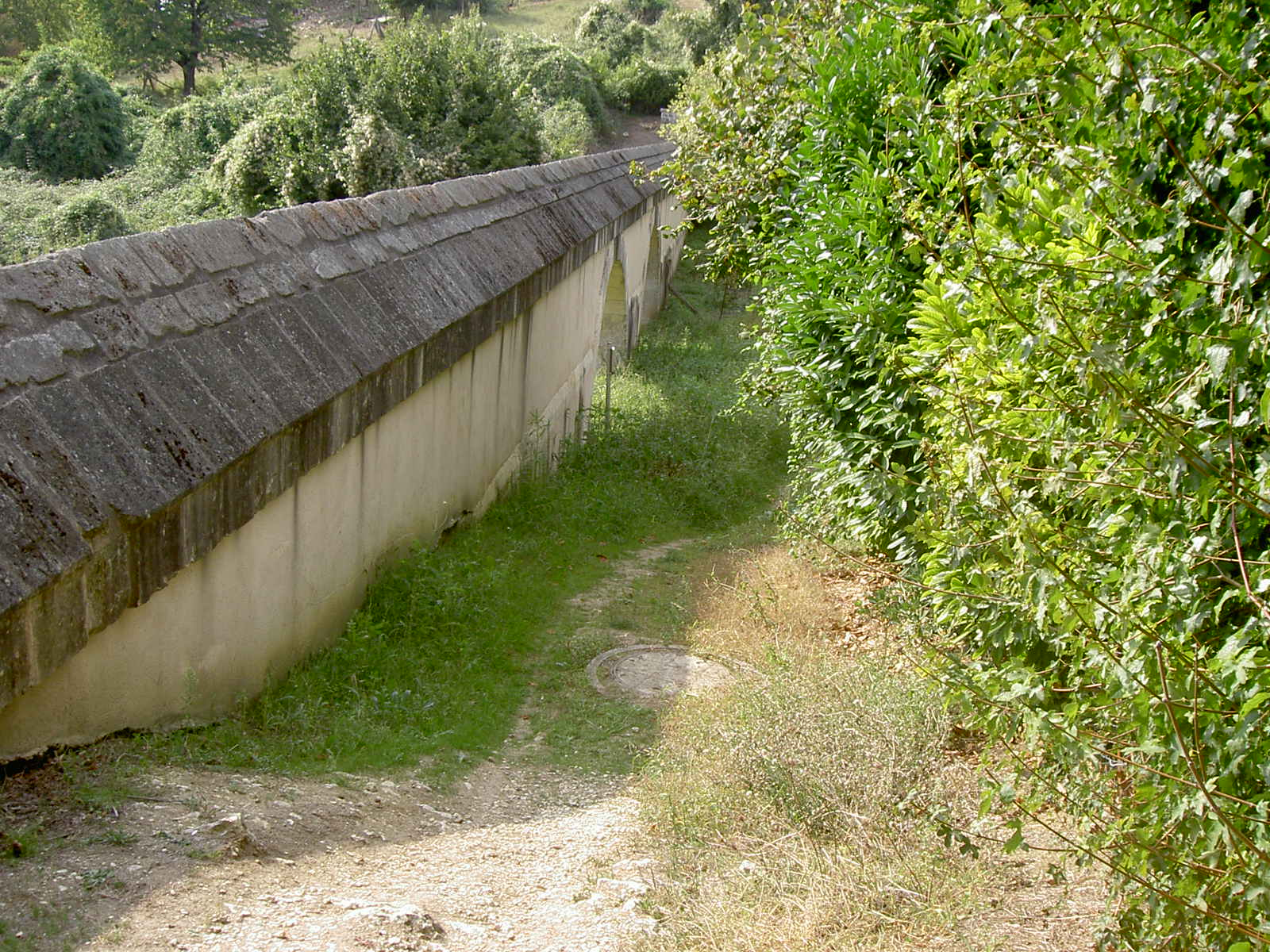
L'aqueduc dans le bois de la Jehannière, à Tonnay-Charente

Malgré l'échec politique de Tonnay-Charente, le destin urbain de cette ville restera dès lors associé à la ville nouvelle de Rochefort. Entre autres coopérations interurbaines, il en est une qui fut exploitée de bonne heure au profit de ces deux villes. Riche en sources d'eau, Tonnay-Charente alimente en eau aussi bien les habitants de la ville (fontaine des Marins) que ceux de Rochefort. Pour répondre aux besoins grandissants de cette dernière, l'intendant Bégon fait construire en 1695 un aqueduc depuis le Coteau, colline riveraine de la Charente sise à mi-chemin entre les deux villes. En 1699, des dalles et des canalisations en grès remplacent celles qui avaient été construites en bois et des puits sont installés à intervalles réguliers jusqu'à Rochefort en 1754, alimentant les fontaines de la ville dont celle de la Place Colbert.
Malgré l’échec de l’implantation de l’arsenal à Tonnay-Charente, la ville va connaître un brillant essor au siècle suivant grâce aux eaux de vie de cognac dont le trafic portuaire ne cessera d’augmenter pendant le Siècle des Lumières.

### Pendant leXVIIIesiècle

#### Pendant la Révolution française
Érigée en commune lors de la création du département de la Charente-Inférieure en mars 1790, Tonnay-Charente se voit attribuer également la fonction de chef-lieu de canton grâce à sa population et sa situation géographique. Ce canton est alors composé de treize communes et fait partie du district de Rochefort en 1790, ce dernier devenant en 1800 l’arrondissement de Rochefort.
Pendant les évènements de la Révolution française, l'ancienne abbaye de Tonnay-Charente, en partie détruite, est vendue. Elle est alors tenue par des fermiers, puis elle devient un collège ecclésiastique. Par la suite, les bâtiments deviennent la propriété de J. Bertrand Richard qui y fonde un hôpital.
Le château, appelé également le Domaine des Capucins, qui a été très endommagé par un incendie, est vendu comme bien national pendant la Révolution. À la suite de cette vente, il est restauré en 1791 et abrite la société des «Amis de la Constitution» et les services de la mairie jusque sous la monarchie de Juillet.

## Époque contemporaine

### LeXIXesiècle

#### Une ville sinistrée à la fin du Premier Empire
Tonnay-Charente connaît de très graves difficultés économiques lors de la période du Premier Empire. Elle est devenue une ville sinistrée à la fin de la période napoléonienne. À cause du blocus continental, puis du blocus maritime imposé par les Anglais en 1807, son port est complètement ruiné, et cela d'autant plus que ses activités dépendaient entièrement de ses relations avec la Grande-Bretagne et la Hollande.
La ruine des activités du port ont entraîné un important exode urbain où la petite cité fluviale passe de 2 377 habitants en 1806 à 1 171 habitants en 1821. Elle a perdu plus de la moitié de ses habitants en une quinzaine d'années, accusant la plus forte baisse démographique parmi toutes les autres villes du département dans cette période.
La reprise sera cependant rapide après la chute du Premier Empire où les activités portuaires et commerciales seront de nouveau stimulées par le trafic maritime et fluvial.

#### Le retour de la prospérité pendant la monarchie de Juillet

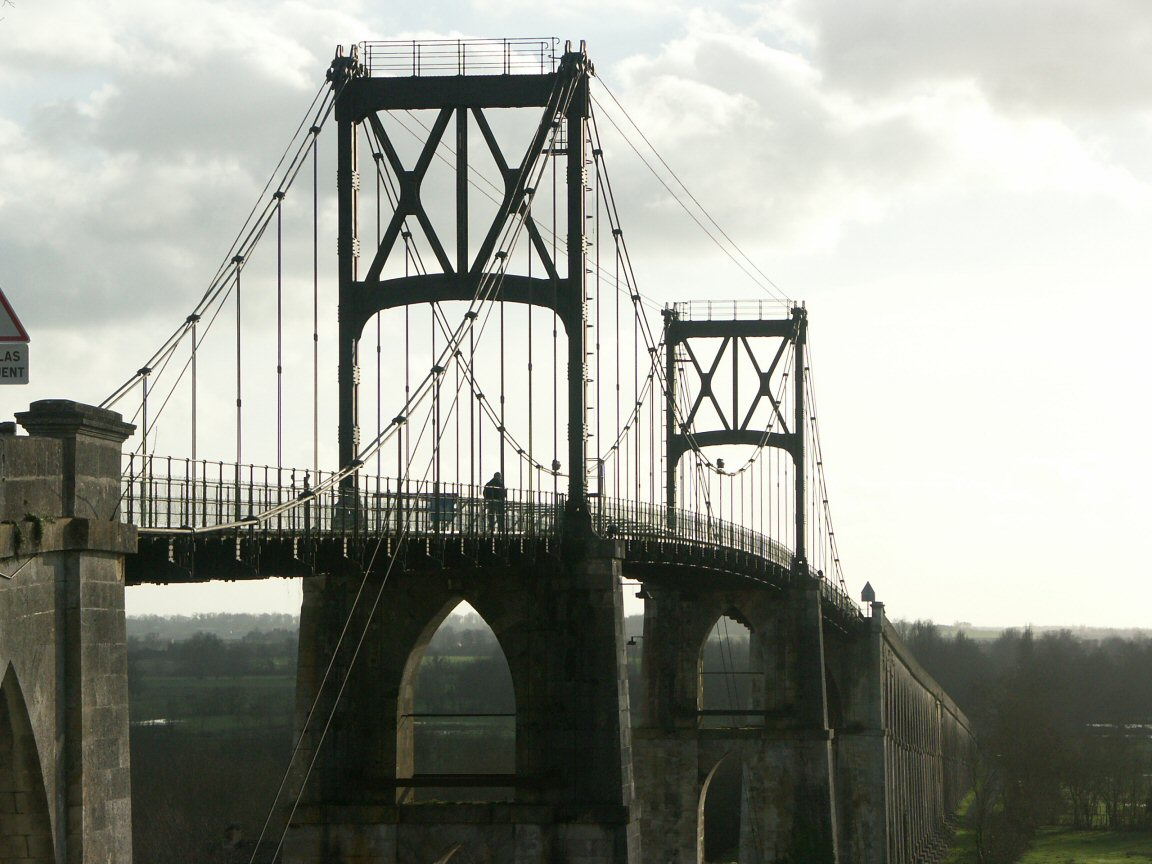
C'est pendant la monarchie de Juillet que le pont suspendu sur la Charente a été construit à Tonnay-Charente, alors port fluvial en plein essor grâce aux exportations des eaux de vie, c'était le "port maritime de Cognac".

Tonnay-Charente est devenue avant tout le "port maritime de Cognac". La petite cité marchande, ruinée par le blocus continental pendant l'époque napoléonienne, retrouve la prospérité, grâce au rétablissement du commerce maritime des eaux de vie de cognac.
La reprise s'est établie lentement, dès la fin de la Restauration, mais le commerce du sel est délaissé, alors que la ville fut encore au XVIIIe siècle le "grenier à sel" de l'Europe. Les relations avec les négociants d'Angoulême et surtout de Cognac prennent le dessus et dominent rapidement l'activité portuaire, où se met en place un intense trafic de gabares chargées des eaux de vie et des vins charentais.
Situé au lieu de rupture de charge, où la marée permet de faire venir des navires de plus de 5 mètres de tirant d'eau, Tonnay-Charente, plus connu alors sous le nom de "Charente" dans les milieux marins, exporte le cognac principalement vers l'Angleterre et les Pays-Bas. Son port a été modernisé dans les années 1840. La longueur développée de ses quais, nouvellement empierrés, est de 600 mètres, auxquels s'ajoutent six appontements, tandis que de vastes entrepôts sont construits pour le stockage des marchandises. Toutes ces installations portuaires sont situées sur la rive droite du fleuve. Le port fluvial, qui est aussi un port maritime, devient rapidement le premier port exportateur des eaux de vie de cognac, et va connaître dans les décennies suivantes une prospérité plus grande encore. 

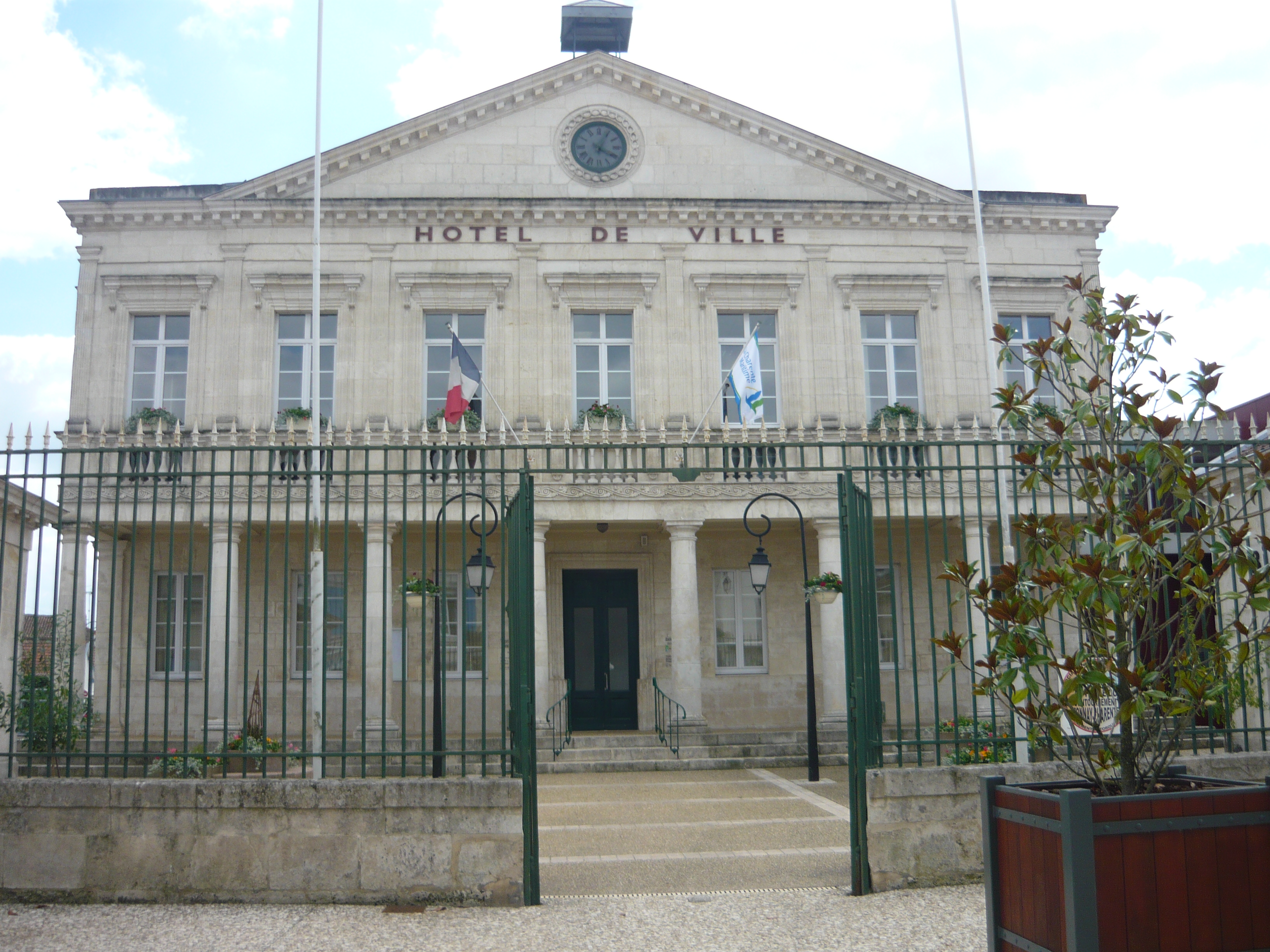
Le nouvel Hôtel de ville a été inauguré en 1846. D'inspiration néo-classique comme cela se pratiquait à l'époque, il est l'un des plus beaux bâtiments publics de la ville.

En 1842, un nouveau pont, le Pont suspendu de Tonnay-Charente, à l'architecture innovante pour l'époque, enjambe le fleuve, et fait de la ville le lieu de passage obligé entre la Saintonge et l'Aunis que sépare symboliquement le fleuve. Cette nouvelle liaison permet désormais d'assurer la continuité de la route royale Bordeaux-Saint-Malo. La ville voit alors son rôle commercial prendre une certaine importance et de nombreuses boutiques s'installent le long de la nouvelle artère routière depuis la construction du nouveau pont.
Cette fonction de passage routier stimule l'urbanisme de la cité. La rénovation urbaine se signale par la construction de nouveaux immeubles en pierre de taille et de vastes entrepôts sur les bords des quais du port comme sur les hauteurs de la cité où s'installent les marchands.
C'est également dans cette période prospère pour la cité marchande que la ville restaure son église paroissiale et se dote d'édifices publics dont un bel hôtel-de-ville construit en 1846. Située alors en bordure de la route royale de Bordeaux à Saint-Malo, la nouvelle mairie de Tonnay-Charente avec son architecture néo-classique faisait office de publicité pour toute la ville.
Tonnay-Charente, malgré une légère décroissance dans la période 1841-1846, a vu sa population augmenter considérablement, de plus d'un tiers, passant de 2 100 habitants en 1815 à plus de 3 300 habitants en 1846. Elle doit son développement urbain grâce à l'essor fulgurant de son port fluvial, dont l'activité ira croissante dans la seconde moitié du XIXe siècle.

#### Tonnay-Charente pendant la Deuxième République
Pendant la courte période de la Deuxième République, Tonnay-Charente continue sa mue urbaine grâce à la prospérité retrouvée du trafic fluvial sur la Charente mais aussi grâce à sa proximité de Rochefort, alors première ville du département et principal foyer industriel où s'activent 4 000 ouvriers dans son arsenal militaire. 

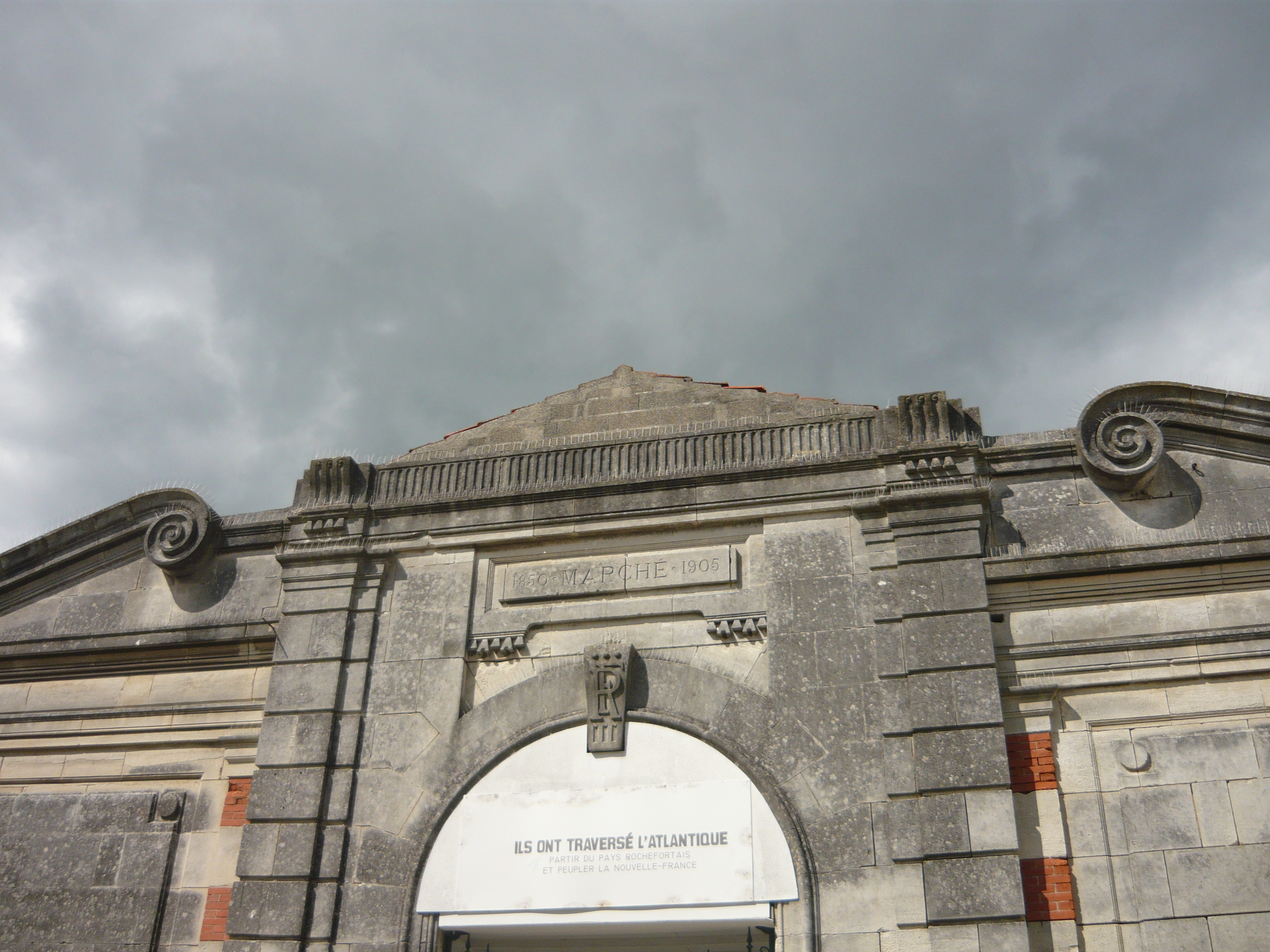
Le marché couvert de Tonnay-Charente a été inauguré en 1850 pendant la Deuxième République

Tonnay-Charente, alors petite ville fluviale enserrée entre son port marchand et la ville haute résidentielle, voit sa population croître régulièrement depuis 1846. Elle compte alors 3 538 habitants en 1851 et se classe au 8e rang des villes de la Charente-Inférieure. La petite cité marchande voit son urbanisme se transformer rapidement depuis la création du pont sur la Charente en 1842. Après l’inauguration fastueuse en 1848 de l’Hôtel-de-ville, la ville inaugure en 1850 de nouvelles halles couvertes  et qui ont été construites au milieu de la vieille cité en bordure de la route royale Bordeaux-Saint-Malo. Tonnay-Charente est alors une petite ville dynamique et promue à un bel essor dans les décennies suivantes.

#### L'âge d'or pendant le Second Empire
Pendant le Second Empire et notamment à partir de 1860, Tonnay-Charente va connaître une vie économique fortement stimulée par le trafic portuaire sur la Charente. En effet, un intense trafic fluvial anime le fleuve et toutes les villes et bourgs en bordure de la Charente connaissent une prospérité jamais atteinte jusque là. C'est l'"âge d'or" de la voie fluviale. 

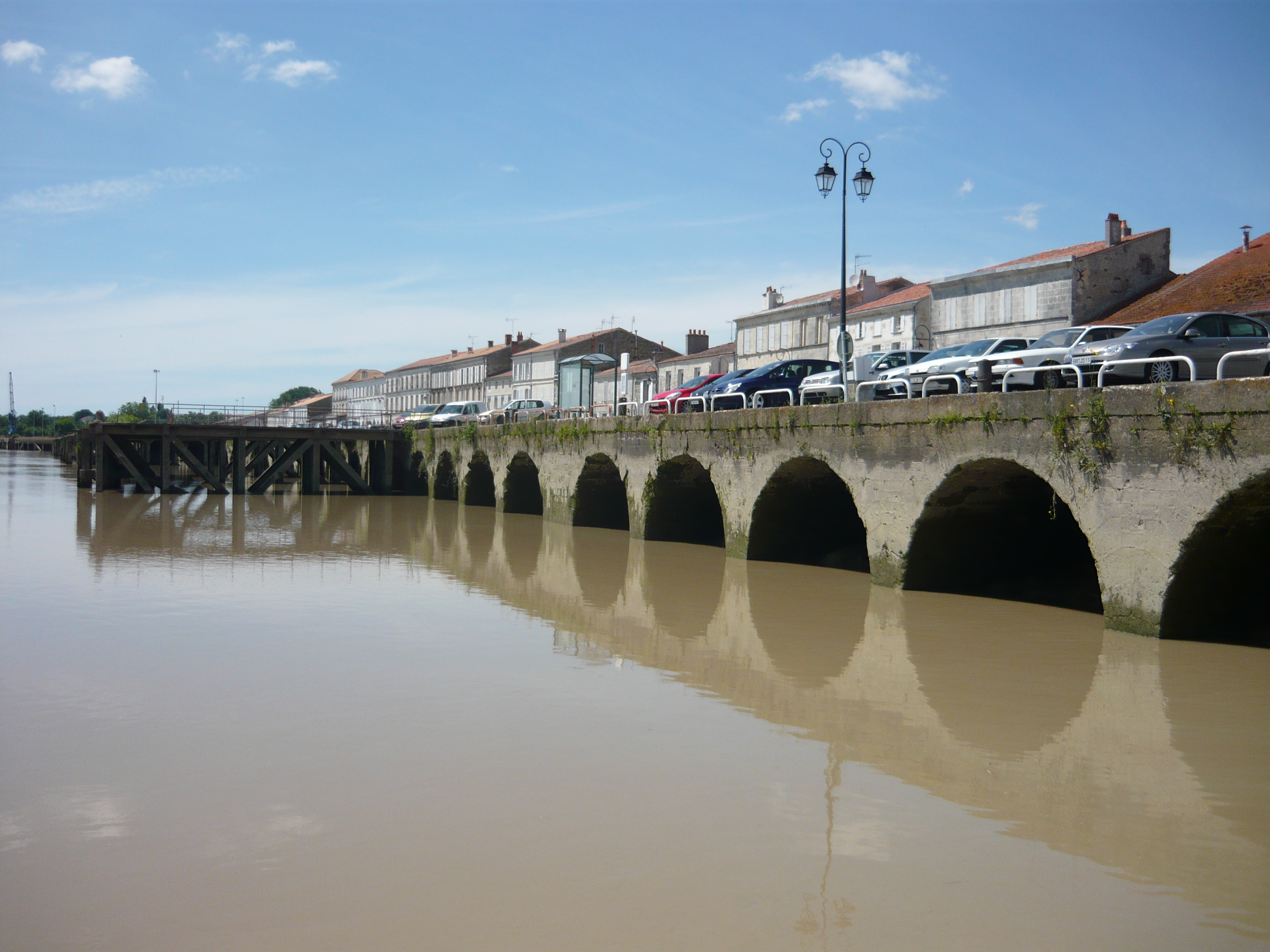
Les quais du port fluvial de Tonnay-Charente. Ce dernier connaît un essor fulgurant pendant le Second Empire, il éclipse celui de Saint-Savinien et devient le principal port exportateur des eaux de vie de cognac jusqu'à la fin du XIXe siècle.

L'importance du trafic fluvial se reflète dans celui du port de Tonnay-Charente où le seul transport des eaux de vie de cognac a plus que doublé depuis la fin de la monarchie de Juillet. Il est passé d'un trafic moyen annuel de 50 000 hl à 100 000 hl avant le traité de libre échange de 1860 avec la Grande-Bretagne. Or, ce trafic "explosera" bien après cette date.
C'est aussi pendant cet âge d'or de la Charente que le trafic de voyageurs atteint son apogée. La ligne régulière pour le transport des passagers entre Saintes et Rochefort avec desserte locale des ports fluviaux de Saint-Savinien et Tonnay-Charente, ouverte dès 1822, est particulièrement florissante transportant entre 36 000 et 40 000 voyageurs par an vers 1855.
Mais, depuis 1867, l'implantation du chemin de fer entre Saintes et Rochefort porte un rude coup au trafic voyageurs sur le fleuve qui est condamné à péricliter inexorablement dans les années suivantes. À la fin du Second Empire, il disparaîtra définitivement.
Par contre, le trafic fluvial de marchandises a encore de beaux jours devant lui malgré la concurrence de plus en plus accrue de la ligne de chemin de fer établie tout le long de la vallée de la Charente d'Angoulême à Rochefort. C'est que la batellerie sur le fleuve s'est modernisée et adaptée aux nouvelles exigences du commerce, notamment avec l'apparition de la batellerie à vapeur dès 1864 et peut dès lors faire face à la concurrence ferroviaire.
La cité fluviale, située avantageusement sur le fleuve où de puissants courants de la marée remontent, peut recevoir des navires jaugeant au moins 5 000 tonneaux de port en lourd, ce qui rend son port hautement accessible à la navigation à vapeur dont le tirant d'eau est devenu beaucoup plus important que par les passé. Pour cette raison, Tonnay-Charente devient le grand port des eaux de vie de cognac, supplantant La Rochelle qui a perdu le marché nordaméricain à cause de la Guerre de Sécession durant le Second Empire, ainsi que Saint-Savinien. Ce dernier port entre dans une profonde crise dès le début des années 1850. Le déclin fluvial est lié à la fois à la perte de son chantier de construction navale et au problème d'accessibilité des navires de haute mer à vapeur. Mais l'effondrement du port de Saint-Savinien est lié à celui de La Rochelle, qui dépendait beaucoup du trafic avec les États-Unis d'Amérique.

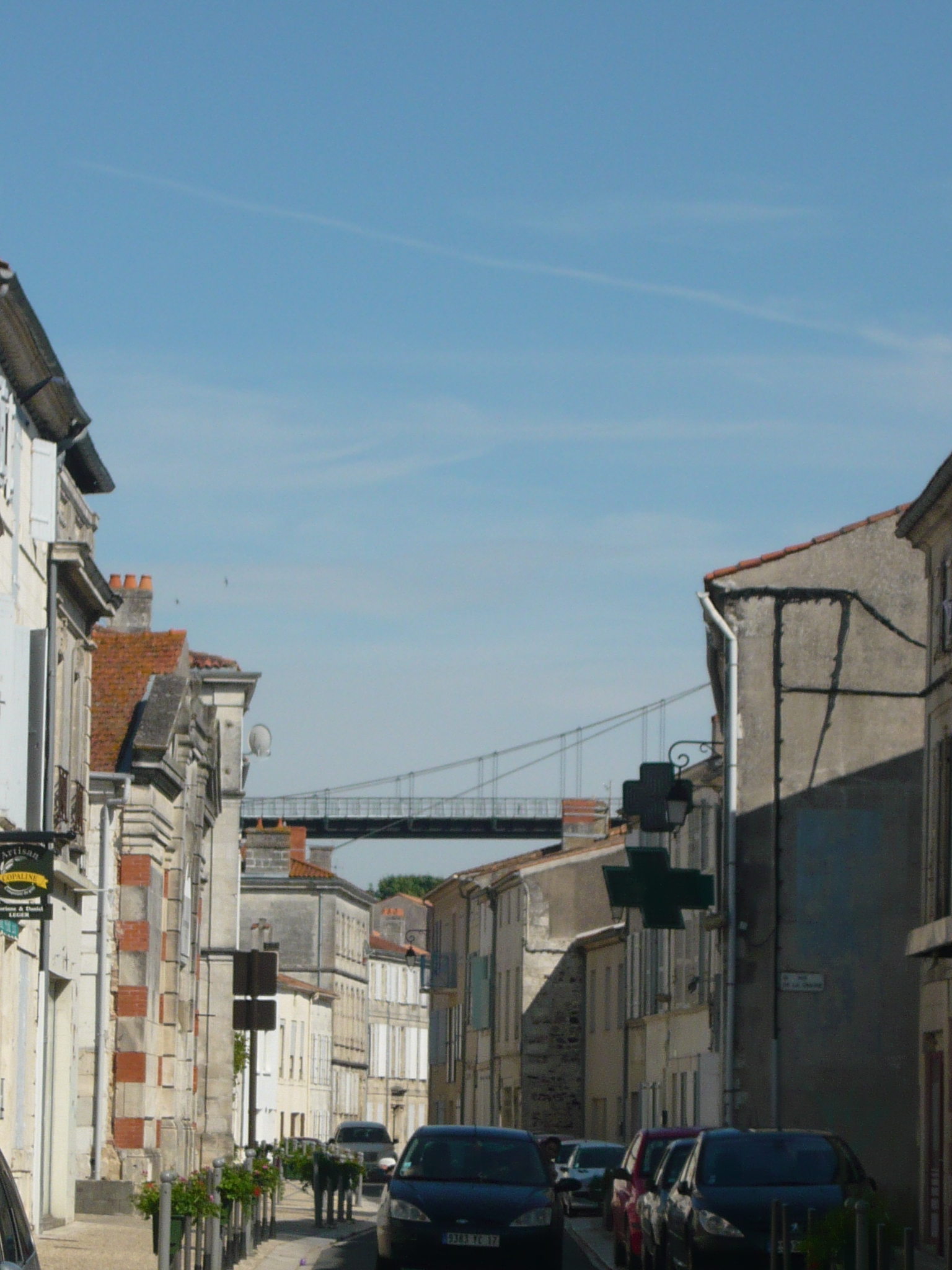
Une des rues commerçantes parallèles à l'ancienne rue principale de Tonnay-Charente avec au fond le pont suspendu

Tonnay-Charente est devenu à partir du Second Empire le grand port du cognac. Son trafic portuaire a quasiment « explosé » depuis la signature du traité de libre échange avec la Grande-Bretagne de 1860. Les exportations des eaux de vie de cognac sont passées de 200 000 hl après 1860 à 450 000 hl en 1871. Le port, dont les travaux d'aménagement des quais avaient eu lieu pendant la monarchie de Juillet, profite pleinement de la modernisation de ces équipements et se trouve parfaitement adapté aux conditions nouvelles de la marine à vapeur qui exige des tirants d'eau de plus en plus importants. Pouvant alors accueillir sans encombre des navires de haute mer allant jusqu'à 5 000 tonneaux de port en lourd, il concurrence désormais le petit port fluvial de Saint-Savinien, alors en plein déclin, et qui ne peut recevoir des bâtiments jaugeant plus de 250 tonneaux.
La cité fluviale qui est également desservie par la voie ferrée Angoulême-Saintes-Rochefort depuis 1867 est également un centre routier de premier plan depuis la construction du Pont suspendu qui enjambe le fleuve depuis 1842. Desservie désormais par la route royale Bordeaux-Saint-Malo - qui deviendra plus tard la route nationale 137 -, Tonnay-Charente se développe à la fois comme centre commercial, carrefour routier et port fluvial et voit sa population croître régulièrement depuis le Second Empire occupant le 9e rang en Charente-Inférieure en 1881.

#### L'industrialisation de la ville pendant la Troisième République
À partir des années 1880, la ville va davantage s'associer avec la ville voisine de Rochefort et va bénéficier d'une forte industrialisation. Dans l'estuaire de la Charente, les deux ports maritimes de Tonnay-Charente et de Rochefort cumulent un trafic avoisinant le demi million de tonnes de marchandises au début du XXe siècle.

Port de rupture de charge sur le fleuve, Tonnay-Charente s'affirmait plus que jamais comme un port mixte, à la fois fluvial et maritime. La cité portuaire maintenait son trafic sur le fleuve par la réception des eaux-de-vie de cognac et des vins et autres produits agricoles de l'arrière-pays charentais dont les cargaisons étaient acheminées par les longs convois de gabarres tirés par de puissants remorqueurs. Mais il est vrai qu'au début des années 1900, le trafic en amont est en baisse régulière, notamment en ce qui concerne l'expédition des eaux-de-vie de cognac. En 1871, le port recevait 450 000 hectolitres de cognac, ce trafic était tombé à 158 200 hectolitres en 1896. 

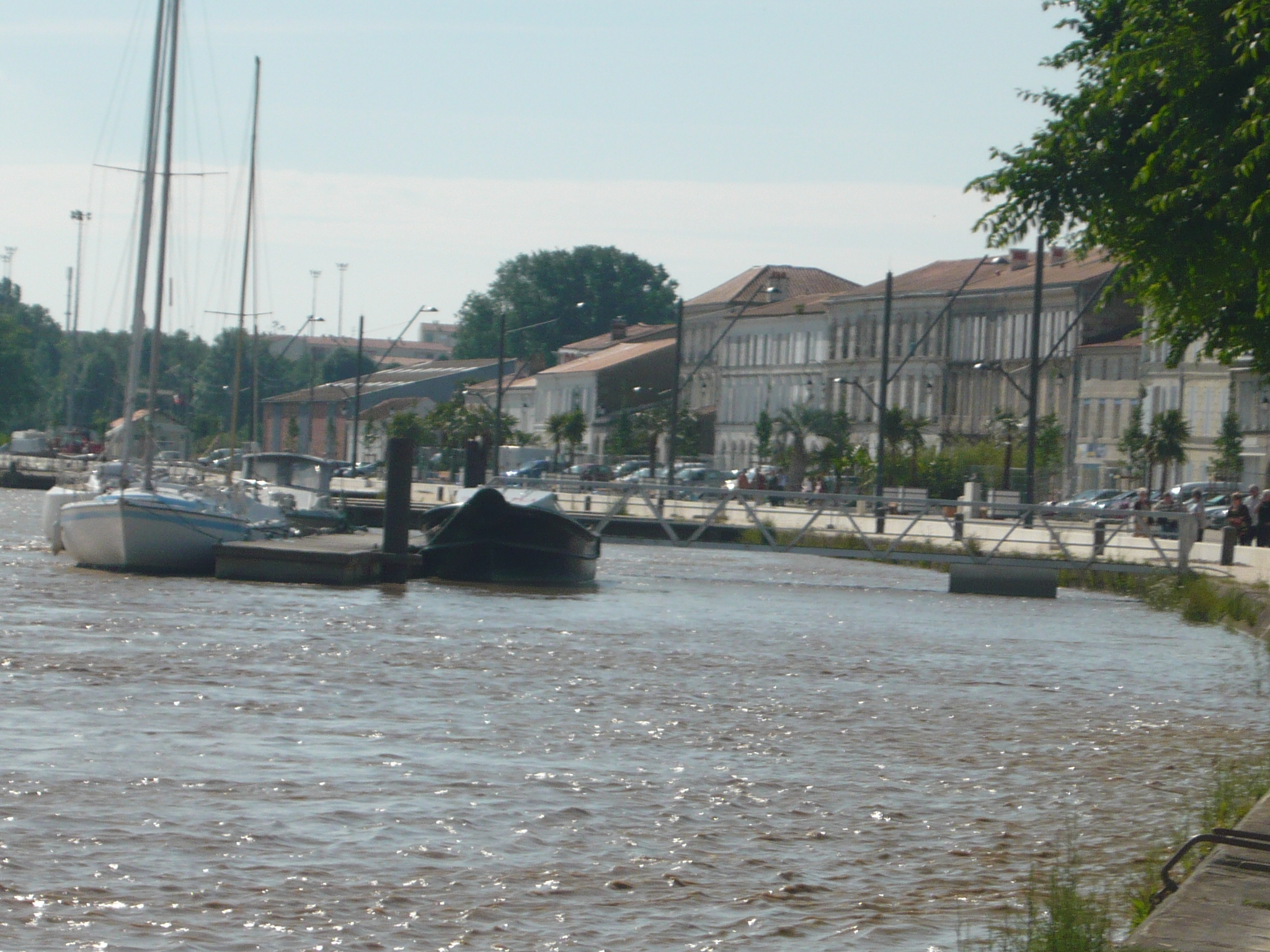
Le port fluvial de Tonnay-Charente.

Cependant, l'activité portuaire est largement compensée par le trafic maritime alors en plein essor. La ville devient un véritable centre industriel depuis l'implantation sur la rive droite du fleuve de deux importantes usines chimiques important des pyrites, puis des phosphates, et d'une usine de charbonnages où sont fabriquées des briquettes de charbon. Les quais aménagés sur 850 mètres disposent de six estacades et supportent un trafic annuel d'environ 120 000 tonnes au début du XXe siècle. En 1896, son port avait traité 121 600 tonnes de marchandises dont 115 000 tonnes provenaient de l'étranger.
À six kilomètres en aval de Tonnay-Charente, Rochefort affirmait sa vocation de port marchand depuis l'aménagement d'un troisième bassin à flot dont les travaux furent achevés en 1890. Ce troisième bassin, équipé d'une gare maritime et de voies ferrées, complétait les installations des deux autres bassins à flot construits vers 1868. Avec ce nouvel équipement portuaire, Rochefort put faire face à l'augmentation du trafic fluvial qui consistait en l'importation de charbon de Grande-Bretagne et de bois de Norvège. Dans de telles conditions, le trafic fluvial de Rochefort avait quasiment décuplé depuis la monarchie de Juillet, passant de 28 500 tonnes en 1846 à 247 500 tonnes en 1900. Enfin, à partir de 1902, de nouveaux travaux de dragage dans la partie estuarienne du fleuve furent entrepris afin de permettre l'accès à des navires de 9 mètres de tirant d'eau, voire de 10 mètres par vive-eau d'équinoxe. Les deux ports charentais ont donc continué à se développer grâce d'une part à l'industrialisation de leurs villes et d'autre part à une importante desserte ferroviaire et routière.